# دوري هونغ كونغ لكرة القدم 1997–98
دوري هونغ كونغ لكرة القدم 1997–98 (بالصينية: 1997–98年香港甲組足球聯賽) هو الموسم 53 من دوري هونغ كونغ لكرة القدم ‏. كان عدد الأندية المشاركة فيه 8، وفاز فيه Double Flower FA ‏.